# Río Ojailén
El río Ojailén es un curso de agua del interior de la península ibérica, perteneciente a la cuenca hidrográfica del Guadalquivir. Discurre por la provincia española de Ciudad Real.

## Descripción
Discurre por la provincia española de Ciudad Real, en Castilla-La Mancha. Tras atravesar municipios como Brazatortas, Puertollano, Villanueva de San Carlos y Calzada de Calatrava, termina juntándose con el Fresnedas. Para el Diccionario de Madoz el Ojailén desemboca en el río Fresnedas, mientras que para el Mapa Topográfico Nacional dependiendo de la hoja consultada bien hace lo mismo o bien es el Fresneda el afluente del Ojailén. Tras dicha unión, la corriente resultante se junta algo más adelante con el río Montoro para formar el río Jándula.
El valle del Ojailén es una captura fluvial por la cuenca del Guadalquivir de un valle antiguo afluente del Guadiana.
Además de por el de Ojailén, otros nombres antiguos por los que habría sido conocido este curso de agua son arroyo Tartaneros, río de Puertollano y Guadaperosa. Aparece descrito en el decimocuarto volumen del Diccionario geográfico-estadístico-histórico de España y sus posesiones de Ultramar de Pascual Madoz con las siguientes palabras:

TARTANEROS: arroyo en la prov. de Ciudad-Real, part. jud.de Alrnodóvar del Campo: nace en las inmediaciones de la aldea de Viñuelas; sigue su curso por el térm. de Brazatortas, Puertollano , Vilianueva de San Carlos y Calzada de Calatrava, incorporándose en este con el r. Fresnedas: lleva generalmente poca agua, su curso es poco duradero, y por donde quiera se vadea: en el térm. de Puertollano se llama Ojailén, y en el de Villanueva r. de Puertollano. Ni cria pesca, ni se aprovecha para nada: tambien se llama Guadaperosa.
(Madoz, 1849b, p. 610)